# 759 Vinifera

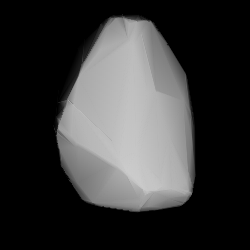
Vinifera (forma)

759 Vinifera è un asteroide della fascia principale del diametro medio di circa 45,11 km. Scoperto nel 1913, presenta un'orbita caratterizzata da un semiasse maggiore pari a 2,6192035 UA e da un'eccentricità di 0,2048558, inclinata di 19,90523° rispetto all'eclittica.
Il suo nome fa riferimento a Vitis vinifera, la vite comune.